# Stella Mwangi
Stella Nyambura Mwangi (Nairobi, Quénia, 1 de setembro de 1986), também conhecida pelo nome artístico STL, é uma cantora, compositora e rapper norueguesa-queniana. Mwangi escreve muitas de sua música sobre a situação em sua casa de campo no Quénia, também sobre a discriminação que Stella e sua família tiveram que passar ao se mudarem para a Noruega em 1991. O seu trabalho tem sido usado em filmes como American Pie Presents: The Naked Mile (2005) e Save the Last Dance 2 (2008), e também em séries de televisão como CSI: New York e Scrubs.
Ela já ganhou vários prémios, incluindo: os Kisima Awards, os Clops Awards e os Jeermaan Awards; ela se tornou numa das cantoras mais populares na Noruega depois de vencer o Melodi Grand Prix em 2011. Ela começou a praticar a tocar música quando tinha apenas oito anos de idade. Ela não é apenas uma cantora, ela também toca piano.
Mwangi teve sucessos no Quénia, no Senegal e na Gâmbia.

## Festival Eurovisão da Canção de 2011
Em 2011, Mwangi participou da seleção nacional norueguesa no Melodi Grand Prix de 2011 para representar a Noruega no Festival Eurovisão da Canção, que foi realizado em Düsseldorf na Alemanha. Em 12 de fevereiro de 2011, Mwangi emergiu como a vencedora e em 10 de maio representou a Noruega no Festival Eurovisão da Canção com a canção "Haba Haba", mas não conseguiu se classificar para a final do Eurovisão, apesar de ser uma dos grandes favoritos na competição.
Stella primeiro chegou ao topo das tabelas de singles oficial da Noruega na semana 6 de 2011, com sua canção vencedora "Haba Haba".

## Discografia

### Álbuns de estúdio
| Ano  | Álbum | Melhores posições nas tabelas |
| Ano  | Álbum | NOR                           |
| ---- | --- | ----------------------------- |
| 2008 | Living for Music - Lancamento: 20 de outubro de 2008 - Gravadora(s): MTG Productions - Formato(s): Download digital | —                             |
| 2011 | Kinanda - Lançamento: 10 de junho de 2011 - Gravadora(s): EMI Norway - Formato(s): Download digital                 | 15                            |

### Singles
| Ano  | Canção          | Melhores posições nas tabelas | Álbum            |
| Ano  | Canção          | NOR                           | Álbum            |
| ---- | --------------- | ----------------------------- | ---------------- |
| 2007 | "Take It Back"  | —                             | Living for Music |
| 2010 | "Smile"         | —                             | Kinanda          |
| 2011 | "Haba Haba"     | 1                             | Kinanda          |
| 2011 | "Lookie Lookie" | —                             | Kinanda          |
| 2011 | "Take My Time"  | —                             | Kinanda          |